# Tony Moore (musicien)
Pour les articles homonymes, voir Tony Moore et Moore.
Anthony Moore dit Tony (né le 11 octobre 1958 à Bristol), est un auteur-compositeur-interprète britannique, claviériste, animateur radio et promoteur. Il était également membre d'Iron Maiden à leurs débuts. Il est devenu célèbre pour la première fois en 1986 en tant que claviériste avec le groupe Cutting Crew en tournée, et en 1997 il a fondé The Kashmir Klub pour présenter de la musique live à Londres. Cet article a été entièrement traduit du wikipedia anglophone consacré au claviériste Anthony Moore. 

## Carrière musicale

### Iron Maiden
L'expérience de Tony Moore dans l'industrie de la musique a été éclectique et diversifiée. Le premier groupe qu'il a rejoint en 1977 était Iron Maiden. Fan de rock progressif, Moore travaillait au rayon Hi-Fi du magasin Debenhams à Bristol, et venait d'acheter un petit synthétiseur Korg lorsqu'il a vu dans le Melody Maker une annonce de recherche pour un claviériste pour un groupe londonien. Cela s'est avéré être Iron Maiden. Il a pris contact avec le bassiste Steve Harris (qui partageait avec lui un penchant pour le rock progressif), il a alors auditionné et a été invité à rejoindre le groupe. Il a déménagé à Londres pour commencer les répétitions. À cette époque, les membres du groupe avaient tous des emplois de jour et répétaient une ou deux fois par semaine. Comme c'était l'apogée de l'ère du pub rock, leur premier concert avec la nouvelle formation a eu lieu dans un pub appelé The Bridgehouse à Canning Town.
Selon les propres mots de Moore :[1] 
«Cependant, je pense qu'il est juste de dire que tout le monde sentait qu'il y avait quelque chose de fondamentalement pas juste dans ce qui se passait. Pour ma part, j'ai senti que l'ensemble du show était un peu pub rock et amateur, je ne pensais pas que ma contribution valorisait réellement le groupe.
À bien des égards, c'était un mauvais concert important. Je pense que, si le concert s'était bien passé, nous aurions peut-être eu du mal avec cette programmation alors que, avec le recul, c'était si manifestement faux.
Les semaines suivantes ont produit un sentiment d'agitation au sein du groupe et la sensation que les choses n'étaient pas dites et que les ressentiments et les frustrations étaient supprimés juste sous la surface. Je me souviens de la dernière répétition que j'ai eue avec le groupe, dans une arche de chemin de fer à mi-chemin entre Elephant and Castle et Blackfriars Bridge, où les choses semblaient tendues et contre nature.
Je pense que j'ai réalisé à ce moment-là que le groupe n'avait pas vraiment besoin d'un claviériste. Peu importe à quel point j'aimais et respectais le rêve, la passion et l'énergie de Steve, je ne semblais pas m'intégrer».
Moore a décidé de partir pour rejoindre Tanz Der Youth peu de temps après, car il estimait que les claviers ne convenaient pas au son qu'Iron Maiden recherchait. Le groupe évoluera plus tard vers un style plus heavy metal, avec des claviers présents sur chaque album depuis 1988. Avec Tanz Der Youth, il a commencé à travailler avec Brian James (du groupe The Damned) en sortant un single I'm Sorry sur RADAR Records, puis ils partirent en tournée en première partie de Black Sabbath et The Stranglers, avant de rejoindre un groupe rock progressif appelé England. Au début des années 1980, il a formé son propre groupe appelé Radio Java et a réalisé un album aux Studios Abbey Road qui a donné naissance à un single numéro un aux Pays-Bas, avant de se séparer après la fermeture du label.

### Cutting Crew
En 1986, Moore a été invité à jouer des claviers en tournée avec un nouveau groupe appelé Cutting Crew qui a connu un succès mondial avec "(I Just) Died in Your Arms". Pendant deux ans, il parcourt le monde avec Cutting Crew en tournée puis signe un contrat pour enregistrer un album solo avec un petit label indépendant à Londres. Il a sorti un single acclamé par la critique (y compris une diffusion de Bob Harris) avant de s'associer à l'auteure-compositrice-interprète argentine Marie Claire D'ubaldo. Il a coécrit et coproduit les chansons de son premier album sur Polydor, qui s'est vendu à plus de 250 000 exemplaires dans le monde.

### A Song For Europe
En 2001, Moore a interprété sa propre composition, "That's My Love" dans le cadre du concours A Song For Europe, dans l'espoir de représenter le Royaume-Uni au concours Eurovision de la chanson. Il a terminé deuxième de la compétition, derrière Lindsay Dracass.
Il avait écrit d'autres chansons pour le concours les années précédentes ; "A Little Bit of Heaven" interprété par Lorraine Craig en 1991, "Waiting in the Wings" interprété par Frances Ruffelle sélectionnée en interne en 1994 et les deux entrées de Catherine Porter ("The Answer" et "Crazy") en 2000.

### Perfect and beautiful
En 2005, après plusieurs années consacrées à la gestion de boîte de nuits, Moore a repris sa carrière musicale en solo et a commencé à enregistrer son propre matériel de manière indépendante. Il a annoncé son intention de produire un album, avec presque aucun budget, aucun soutien d'une grande maison de disques et seulement neuf jours pour enregistrer, mixer et masteriser le produit final. Cela a abouti à un album solo de 13 chansons intitulé Perfect and Beautiful, enregistré aux studios Sphere à Londres, sorti en juillet 2005.

### Dernières années
En mars 2006, Moore a effectué une tournée en Amérique, se produisant à Nashville, Austin, Los Angeles et New York et a continué à se produire live à son retour au Royaume-Uni en avril 2006.
Plus récemment, Moore a fait des tournées acoustiques dans des pubs partout dans les Home Counties. Il se produit également régulièrement au Bedford, Balham et The Regal Room à Londres.
Au début de 2008, Moore est devenu le présentateur régulier d'une émission en direct d'une heure intitulée Let's Talk Music  pour la chaîne de télévision maltaise One TV. Diffusé tous les jeudis soirs à 20h35 (heure maltaise), il présente un panel de professionnels de la musique qui discutent des différents aspects du business de la musique et répondent aux questions du public, ainsi que des performances live d'invités célèbres. Il a également un créneau de prévisualisation régulier le jeudi matin dans l'émission One Breakfast.[2]
En octobre 2010, Moore a reçu un prix BASCA Gold Badge Award pour sa contribution unique à la musique.[3]

### Gestion de boîtes de nuits
En 1997, il fonde le Kashmir Klub à Londres. La formule consistant à fournir un excellent système de son, à rechercher le meilleur des artistes émergents et établis, à accueillir l'émission - comme la télévision en direct - et à faire en sorte que tout le monde se produise dans un format acoustique et "retour aux sources", en a rapidement fait l'un des d'importants lieux de musique live à Londres. Au cours de ses sept ans d'histoire, Moore a présenté les premiers spectacles londoniens de Damien Rice, Tom Baxter, Lucie Silvas et KT Tunstall ainsi que des sets improvisés de Sheryl Crow, Dave Stewart, Fleetwood Mac, Nik Kershaw, Rick Astley et bien d'autres. Le Cachemire a clos en 2003 après la fermeture du bâtiment pour réaménagement.
En juillet 2003, il a pris en charge la gestion des soirées musicales au Bedford à Balham, créant une salle de concert similaire, en mettant l'accent sur les talents émergents ainsi que sur les artistes établis. Il a remporté le prix du meilleur pub du pays en 2004 et a remporté à deux reprises le prix du meilleur pub et club ainsi que le prix Evening Standard de l'année. Moore a été l'un des premiers promoteurs à être le pionnier de l'utilisation d'Internet et les représentations en direct régulières au Bedford sont disponibles gratuitement pour les quatre soirs par semaine, via une webcam et un salon de discussion dédiés.
De 2003 à 2005, Moore a co-présenté une émission nocturne sur BBC London 94.9 FM où il a invité des musiciens en direct dans le studio et a défendu la cause des nouveaux talents.
En 2004, il a été nommé seul membre du tableau d'honneur du MMF (Music Managers Forum) pour sa contribution exceptionnelle à l'industrie musicale britannique.
En 2006, il a commencé à collaborer avec Quirky Motion sur l'émission musicale hebdomadaire Bedford Bandstand, qu'il présente. Chaque spectacle cherche à faire découvrir un nouvel artiste à un public plus large. Ces épisodes sont disponibles gratuitement à la fois sous forme de podcast et sur YouTube.[4]
Tony Moore a ouvert une salle acoustique supplémentaire, The Regal Room, en décembre 2006, basée à The Distillers, 64, Fulham Palace Road, Hammersmith, Londres. Présentant des artistes émergents, il se déroule dans le même esprit que le Kashmir Klub et The Bedford, avec une entrée gratuite et des diffusions en direct sur le Web.[5]

## Discographie

### Tanz Der Youth
- 1978 : I'm Sorry, I'm Sorry/Delay - Single

### Radio Java
- 1985 : Some Of The Parts

### Solo
- 2000 : Everything's OK
- 2005 : Perfect & Beautiful

### Collaboration
- 1994 : Marie Claire D’Ubaldo de Marie Claire D’Ubaldo - Tony Moore claviers, guitare espagnole, basse, programmation. Avec Rick Nowels, Andrew Smith, Sheila E, etc.

## Site officiel
- http://www.tony-moore.com/index.htm

- Discographie : https://www.discogs.com/fr/artist/2432721-Tony-Hustings-Moore